# Zespół fetopatii poalkoholowej
Uzasadnienie: Lub, po prostu, niestety, skasować/zostawić przekierowanie
Zespół fetopatii poalkoholowej – określenie na patologie, odpowiednio, rozwoju zarodka i płodu, mające związek z zażywaniem alkoholu przez kobietę w ciąży.

## Objawy fetopatii poalkoholowej u dziecka
- niedobór masy ciała[1]
- mikrocefalia
- opóźnienie rozwoju fizycznego i umysłowego[2]
- wady rozwojowe w obrębie twarzy (wydłużona, gładka rynienka podnosowa, wąska warga górna, nisko osadzone małżowiny uszne).

## Powikłania
Wśród alkoholiczek zwiększona jest częstość poronień i porodów przedwczesnych. Ryzyko wystąpienia tego zespołu u dzieci przewlekłych alkoholiczek wynosi 30 - 50%